# Thomas Schmitz (Cellist)
Thomas Schmitz (* 1978) ist ein deutscher Cellist und Hochschullehrer. Er ist Gründungsmitglied des Signum Quartetts.

## Leben
Nach seiner Schulzeit studierte Thomas Schmitz Violoncello an der Hochschule für Musik und Tanz in Köln in der Klasse von Claus Kanngiesser, wo er im Jahr 2001 mit dem Diplom abschloss. Zudem wurde er ein Jahr lang von Dmitri Ferschtman in Amsterdam ausgebildet und nahm an Meisterkursen in Berlin bei Wolfgang Boettcher, bei Carter Brey in New York und bei Arto Noras in Helsinki teil.
In den Jahren 2001 bis 2004 studierte er an der Musik-Akademie der Stadt Basel bei Thomas Demenga und legte dort das Konzertexamen als Solist ab. Im Jahr 2004 war er Mitglied der Essener Philharmoniker, widmete sich kurz darauf jedoch wieder ganz dem Signum Quartett, dem er seit der Entstehung des Ensembles im Jahr 1994 angehört.
Thomas Schmitz wurde zusammen mit dem Signum Quartett bereits während seines Studiums mit zahlreichen Preisen geehrt und gefördert; unter anderen erhielt er 1995 den 1. Bundespreis von Jugend musiziert und wurde seit 1998 von der Kammermusikstiftung Villa Musica unterstützt. Das Ensemble wurde durch seine Auftritte und Tonaufnahmen inzwischen international bekannt.
Thomas Schmitz war als Gastmusiker für die Rockbands Die Apokalyptischen Reiter bei den Aufnahmen zum Album Moral & Wahnsinn und Die Toten Hosen bei den Aufnahmen zu Ballast der Republik und Laune der Natur beteiligt.
2005 begann Thomas Schmitz an der Hochschule für Musik und Tanz in Köln zu unterrichten, 2021 verlagerte er seine Lehrtätigkeit an die Hochschule für Musik, Theater und Medien Hannover.